# Haruchika Aoki
Haruchika Aoki (青木治親?, Aoki Haruchika; Shibukawa, 28 marzo 1976) è un pilota motociclistico giapponese vincitore di due titoli iridati nella classe 125 del motomondiale.
Minore di tre fratelli che hanno preso parte alle competizioni mondiali; assieme a lui Nobuatsu e Takuma.

## Carriera
Le sue prime presenze nelle classifiche iridate del motomondiale risalgono alla stagione 1993 della classe 125, dove ottenne l'undicesimo posto nella classifica generale, accumulando 39 punti. Nella stagione successiva i punti divennero venti in più, con la soddisfazione del primo podio mondiale della carriera (terzo posto nel Gran Premio d'Europa). Nel 1995 divenne campione del mondo della ottavo di litro dominando la stagione con sette vittorie (in Australia, Giappone, Spagna, Germania, Italia, Francia e Catalogna) e 224 punti collezionati in graduatoria, 84 in più del connazionale Kazuto Sakata, piazzatosi secondo. L'anno seguente bissò il titolo mondiale con due vittorie e tre pole position.
Nel 1997 passò alla classe 250, arrivando ottavo al termine della stagione. Termina l'annata successiva al sesto posto nella graduatoria generale, salendo anche una volta sul podio (nel Gran Premio d'Olanda). Nel 1999 passò alla TSR Honda, dove corse nella classe 500 ottenendo 54 punti.
Nel 2000 corse il campionato mondiale Superbike con una Ducati RS 996 del team R & D Bieffe, ma la stagione seguente tornò sui circuiti del motomondiale con la Honda NSR 500 V2 del team Arie Molenaar Racing, nella classe 500, raggranellando 33 punti. Nel 2002 ritorna in 250, ma i risultati (14º posto e 58 punti), lo convinsero a ritirarsi dal motomondiale.

## Risultati in gara

### Motomondiale
| 1993 | Classe | Moto  |    |    |   |    |    |    |     |    |     |    |     |    |   |    |  |  | Punti | Pos. |
| ---- | ------ | ----- | -- | -- | - | -- | -- | -- | --- | -- | --- | -- | --- | -- | - | -- |  |  | ----- | ---- |
| 1993 | 125    | Honda | 14 | 11 | 7 | 19 | 16 | 20 | Rit | 10 | Rit | 18 | Rit | 13 | 5 | 13 |  |  | 39    | 14º  |

| 1994 | Classe | Moto  |    |    |    |    |    |    |    |   |    |    |    |   |    |   |  |  | Punti | Pos. |
| ---- | ------ | ----- | -- | -- | -- | -- | -- | -- | -- | - | -- | -- | -- | - | -- | - |  |  | ----- | ---- |
| 1994 | 125    | Honda | 17 | 10 | 17 | 14 | 25 | NQ | 12 | 9 | 12 | 13 | 19 | 4 | 12 | 3 |  |  | 59    | 12º  |

| 1995 | Classe | Moto  |   |    |   |   |   |   |   |   |     |   |   |    |   |  |  |  | Punti | Pos. |
| ---- | ------ | ----- | - | -- | - | - | - | - | - | - | --- | - | - | -- | - |  |  |  | ----- | ---- |
| 1995 | 125    | Honda | 1 | 18 | 1 | 1 | 1 | 1 | 5 | 1 | Rit | 2 | 3 | 14 | 1 |  |  |  | 224   | 1º   |

| 1996 | Classe | Moto  |   |   |   |   |   |   |   |   |   |     |   |     |   |   |   |  | Punti | Pos. |
| ---- | ------ | ----- | - | - | - | - | - | - | - | - | - | --- | - | --- | - | - | - |  | ----- | ---- |
| 1996 | 125    | Honda | 2 | 2 | 2 | 1 | 2 | 7 | 3 | 3 | 8 | Rit | 6 | Rit | 5 | 1 | 2 |  | 220   | 1º   |

| 1997 | Classe | Moto  |   |   |   |    |   |   |     |   |   |   |   |     |   |   |    |  | Punti | Pos. |
| ---- | ------ | ----- | - | - | - | -- | - | - | --- | - | - | - | - | --- | - | - | -- |  | ----- | ---- |
| 1997 | 250    | Honda | 5 | 8 | 5 | 14 | 8 | 6 | Rit | 8 | 9 | 7 | 8 | Rit | 8 | 6 | 14 |  | 102   | 8º   |

| 1998 | Classe | Moto  |    |   |   |   |   |     |   |   |     |   |   |   |   |     |  |  | Punti | Pos. |
| ---- | ------ | ----- | -- | - | - | - | - | --- | - | - | --- | - | - | - | - | --- |  |  | ----- | ---- |
| 1998 | 250    | Honda | 11 | 4 | 6 | 6 | 6 | Rit | 3 | 5 | Rit | 6 | 6 | 7 | 8 | Rit |  |  | 112   | 6º   |

| 1999 | Classe | Moto      |    |     |    |    |    |    |   |     |   |    |    |    |    |    |    |    | Punti | Pos. |
| ---- | ------ | --------- | -- | --- | -- | -- | -- | -- | - | --- | - | -- | -- | -- | -- | -- | -- | -- | ----- | ---- |
| 1999 | 500    | TSR Honda | 15 | Rit | 12 | 13 | 11 | 10 | 9 | Rit | 6 | 13 | 12 | NQ | 11 | 12 | 15 | 15 | 54    | 15º  |

| 2001 | Classe | Moto  |    |    |    |  |   |    |    |     |     |    |    |     |     |    |     |    | Punti | Pos. |
| ---- | ------ | ----- | -- | -- | -- |  | - | -- | -- | --- | --- | -- | -- | --- | --- | -- | --- | -- | ----- | ---- |
| 2001 | 500    | Honda | 12 | 12 | NP |  | 5 | 15 | 14 | Rit | Rit | 14 | 11 | Rit | Rit | 14 | Rit | 14 | 33    | 17º  |

| 2002 | Classe | Moto  |     |    |    |     |    |    |   |   |     |   |     |     |    |    |    |    | Punti | Pos. |
| ---- | ------ | ----- | --- | -- | -- | --- | -- | -- | - | - | --- | - | --- | --- | -- | -- | -- | -- | ----- | ---- |
| 2002 | 250    | Honda | Rit | 13 | 12 | Rit | 12 | 11 | 6 | 7 | Rit | 9 | Rit | Rit | 13 | 12 | 11 | 12 | 58    | 14º  |

| Legenda | 1º posto        | 2º posto            | 3º posto            | A punti      | Senza punti        | Grassetto – Pole position Corsivo – Giro più veloce |
| Legenda | Gara non valida | Non qual./Non part. | Ritirato/Non class. | Squalificato | '-' Dato non disp. | Grassetto – Pole position Corsivo – Giro più veloce |

### Campionato mondiale Superbike
| 2000 | Moto   |   |   |     |    |     |     |     |    |     |    |  |  |   |    |     |    |    |     |    |    |  |  |  |  |  |  | Punti | Pos. |
| ---- | ------ | - | - | --- | -- | --- | --- | --- | -- | --- | -- |  |  | - | -- | --- | -- | -- | --- | -- | -- |  |  |  |  |  |  | ----- | ---- |
| 2000 | Ducati | 7 | 4 | Rit | 10 | Rit | Rit | Rit | 10 | Rit | NP |  |  | 9 | 11 | Rit | 11 | 11 | Rit | NP | NP |  |  |  |  |  |  | 56    | 18º  |

| Legenda | 1º posto        | 2º posto            | 3º posto           | A punti      | Senza punti        | Grassetto – Pole position Corsivo – Giro più veloce |
| Legenda | Gara non valida | Non qual./Non part. | Ritirato/Non class | Squalificato | '-' Dato non disp. | Grassetto – Pole position Corsivo – Giro più veloce |